# Factor tercer home

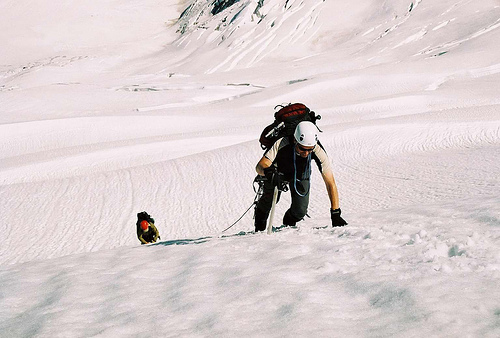
Dos alpinistes.

El factor tercer home o síndrome del tercer home es refereix a les situacions informades en què una presència invisible, com un esperit, proporciona consol o suport durant experiències traumàtiques.

## Història
Sir Ernest Shackleton, al seu llibre South de 1919, va descriure la seva creença que un company incorpori es va unir a ell i als seus homes durant l'etapa final de la seva expedició a l'Antàrtida de 1914-1917, que va quedar encallada a la banquisa durant més de dos anys i va suportar immenses penúries a l'intent d'arribar a la seguretat. Shackleton va escriure: "durant aquella llarga i intensa marxa de trenta-sis hores sobre les muntanyes i glaceres sense nom de Geòrgia del Sud, sovint em va semblar que érem quatre, no tres". La seva admissió va provocar que altres supervivents de penúries extremes es manifestessin i comparteixin experiències similars.
Qui és el tercer que camina sempre al teu costat?

Quan compte, només som tu i jo junts

Però quan miro endavant el camí blanc

Sempre hi ha un altre caminant al teu costat

Lliscant embolicat amb un mantell marró, amb caputxa

No sé si és home o dona.

— Però qui és aquell de l'altre costat?
Les línies 359 a 365 del poema modernista de TS Eliot de 1922 The Waste Land es van inspirar en l'experiència de Shackleton, tal com afirma l'autor a les notes incloses amb l'obra. És la referència a "la tercera" d'aquest poema la que ha donat nom a aquest fenomen (quan li podria passar fins i tot a una sola persona en perill).
En els últims anys, aventurers coneguts com l'escalador Reinhold Messner i els exploradors polars Peter Hillary i Ann Bancroft han informat que han experimentat el fenomen. Un estudi de casos amb aventurers va informar que el grup més gran implicava escaladors, i els mariners en solitari i els supervivents de naufragis eren el segon grup més comú, seguits dels exploradors polars. Una experiència similar va ser documentada per l'alpinista Joe Simpson al seu llibre de 1988 Touching the Void, que relata la seva experiència propera a la mort als Andes peruans. Simpson descriu "una veu" que el va animar i el va dirigir mentre tornava al camp base després de patir una lesió horrible a la cama alta a Siula Grande i caure d'un penya-segat i en una escletxa. Alguns periodistes ho han relacionat amb el concepte d'àngel de la guarda o amic imaginari. Les explicacions científiques consideren el fenomen un mecanisme d'afrontament o un exemple de mentalitat bicameral. El concepte es va popularitzar amb un llibre de 2009 de John G. Geiger, The Third Man Factor, que documenta nombrosos exemples.
Els psicòlegs moderns han utilitzat el "tercer factor home" per tractar les víctimes del trauma. El "caràcter interior cultivat" dóna suport i comoditat.